# Castel français
Ne doit pas être confondu avec le Castel franc
Le castel français est situé à Vichy (France).

## Localisation
La maison est située sur la commune de Vichy, au 1 rue Hubert-Colombier, dans le département de l'Allier, en région Auvergne-Rhône-Alpes.

## Description
Hubert Colombier, bâtonnier au tribunal de Cusset et propriétaire de la banque de Vichy, fit bâtir par l'architecte Antoine Percilly, de 1897 à 1900, un ensemble de villas formant une voie privée, sablée et fermée par une chaîne. La voie privée fut ouverte à la circulation et goudronnée à la fin des années cinquante. L'ensemble de ces constructions se compose d'une villa principale, la villa Jurietti, et de villas locatives.

## Historique
L'édifice est inscrit partiellement au titre des monuments historiques par arrêté du 2 mai 1988.

## Protection
Éléments protégés : les façades et les toitures.

## Galerie

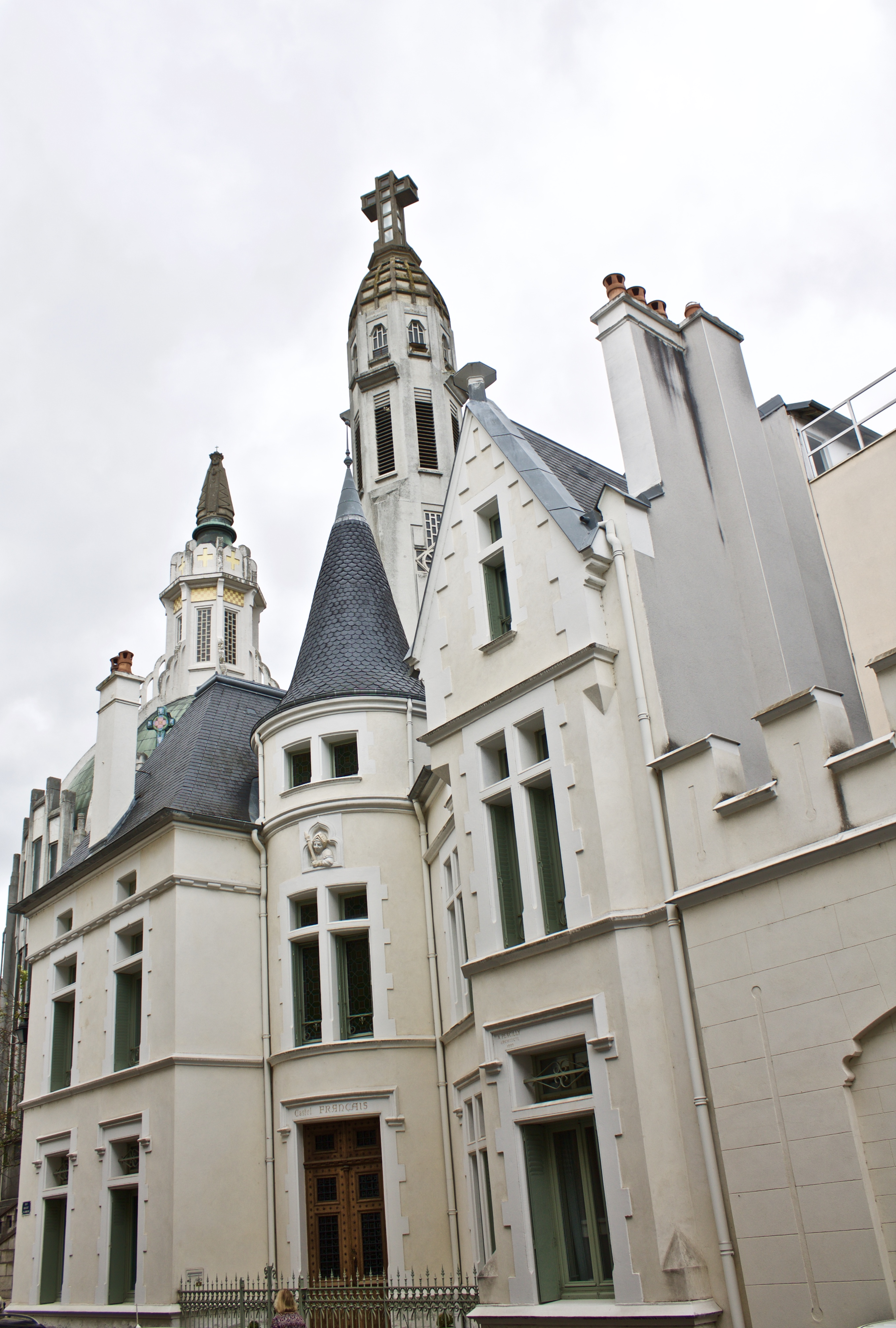
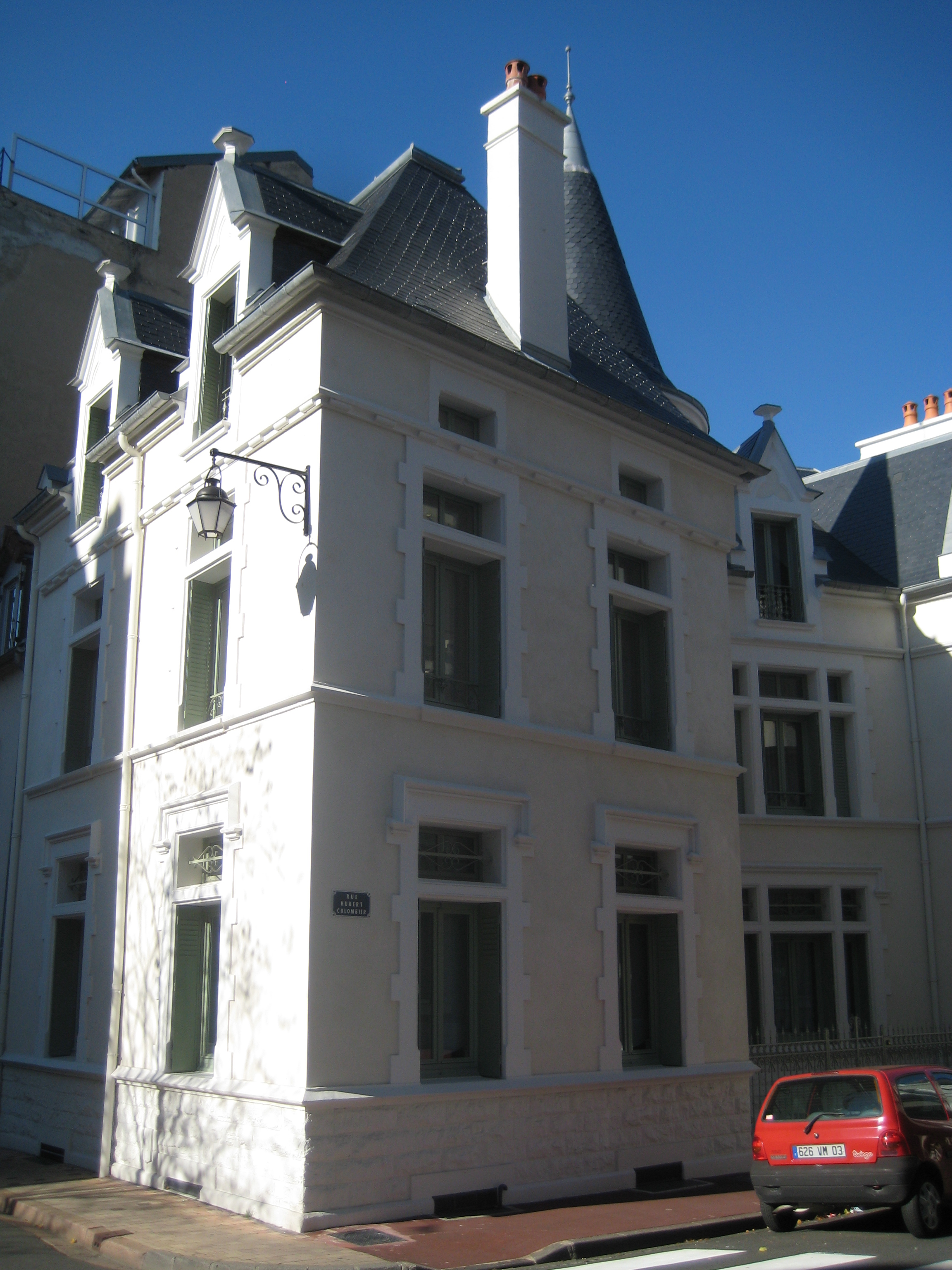